# Alberts Kviesis
Alberts Kviesis, född 12 oktober 1881 i Tērvete i guvernementet Kurland i Kejsardömet Ryssland, död 9 augusti 1944 i Riga i Lettland i Reichskommissariat Ostland, var politiker och Lettlands tredje president under tiden 9 april 1930–11 april 1936.

## Biografi
Alberts Kviesis studerade juridik vid Tartus universitet och examinerades 1907 då han började arbeta som jurist. Han var medlem i Tautas padome som förklarade Lettland självständigt 1918. Efter självständigheten blev han ledamot i parlamentet, minister och vice talman i parlamentet. Politiskt var han medlem i jordbrukspartiet Latviešu Zemnieku savienība.
1930 blev han landets tredje president och omvaldes 1933 för en andra period. Den 15 maj 1934 upplöste premiärministern Kārlis Ulmanis parlamentet och införde en auktoritär regering. Kviesis motsatte sig Ulmanis diktatorskap, men gjorde inget aktivt motstånd. Han fortsatte som president resten av sin ämbetsperiod och signerade de lagar Ulmanis regering stiftade. När ämbetsperioden gick ut 1936 förklarade sig Ulmanis själv som president.